# U3 (Standard)

U3 Launchpad – Beispiel mit installierten U3 Programmen

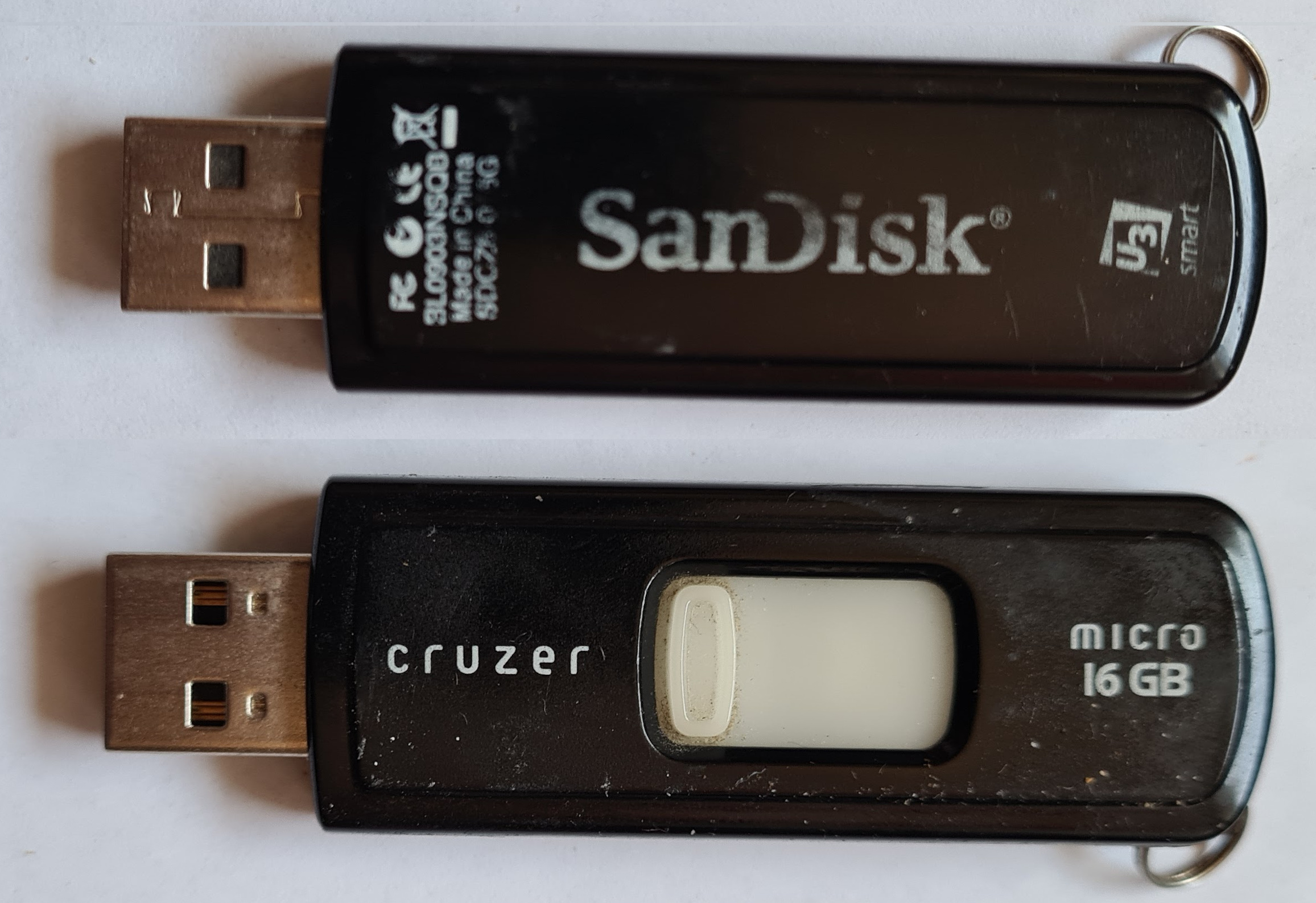
USB-Datenträger nach dem U3 Format

U3 ist ein von SanDisk und M-Systems entwickelter Hard- und Software-Standard, um
1. unter Windows geeignete Programme ohne vorherige Installation von einem speziell dafür ausgerüsteten USB-Stick auszuführen und
2. den Zugang zu einem solchen USB-Stick durch ein Kennwort zu schützen.

U3 wird seit Juni 2010 nicht mehr unterstützt.
Auf den sogenannten U3-Sticks befindet sich eine Software, genannt U3-Launchpad, zur Verwaltung der U3-zertifizierten bzw. U3-kompatiblen Anwendungen. Mit dem U3-Launchpad kann auch ein Passwortschutz für den USB-Stick aktiviert werden.

## Geschichte
U3 wurde erstmals am 7. Januar 2005 auf der CES in Las Vegas vorgestellt. Der Name soll für die drei Grundgedanken des Standards, „Simplified for You“, „Smarter about You“ und „As mobile as You“, stehen.
U3-konforme Speichermedien und Programme sind seit Herbst 2005 verfügbar. Die typischen Kapazitäten von U3-Sticks liegen bei 1 bis 64 GB.
Die Website des U3-Konsortiums www.u3.com wurde im Juni 2010 nach Ablauf des End-of-Life-Zeitraumes abgeschaltet. Die letzte Version 1.6.3.9 des Windows-7-fähigen Launchers ist aktuell nur noch über die Update-Funktion des Launchers bei den jeweiligen Herstellern erhältlich, bei Laufwerken des Herstellers SanDisk ist das Update nur noch über dessen Webauftritt zu beziehen.

## Systemvoraussetzung
Windows 2000 (mit Service Pack 4), XP, Vista (ab U3 Launchpad v1.4) und Windows 7 (ab U3 Launchpad v1.6.3.9, nur 32-Bit-Version).

## Einsatzmöglichkeiten
U3 ermöglicht es, einen U3-USB-Stick in einen geeigneten öffentlichen Computer (im Büro, im Internetcafé, Arbeitsräumen an Universitäten etc.) zu stecken und ein U3-kompatibles Programm ohne vorherige Installation direkt auszuführen. Nachdem der Stick wieder abgezogen wurde, verbleiben keine privaten Daten auf dem Wirtscomputer.
Beispielsweise kann man so auf einem Computer in einem Internetcafé, auf dem nur ein Webbrowser installiert ist, Dokumente mit OpenOffice.org bearbeiten und E-Mails mit Thunderbird schreiben und empfangen, ohne dabei Daten auf der Festplatte zu hinterlassen.
Allerdings hat ein Systemadministrator vielfältige Möglichkeiten, etwa durch eine entsprechende Systemrichtlinie, das Ausführen von Programmen von einem USB-Stick zu verhindern. Außerdem funktioniert die U3-Software nur unter Windows. Dadurch lässt sich bei eingesetzter Verschlüsselung der U3-Stick nur mit 3rd-Party-Tools unter anderen Betriebssystemen nutzen.
Ein Entfernen der U3-Software vom USB-Stick ist mit von den Herstellerseiten herunterladbaren Programmen möglich. Diese entfernen die ROM-Partition des USB-Sticks, infolgedessen ist auch U3 komplett gelöscht. Die U3-Software kann jedoch durch die Aktualisierungssoftware des jeweiligen Herstellers wiederhergestellt werden.
Durch Austauschen der U3-Software kann der USB-Stick wie ein USB-CD-Laufwerk benutzt werden, auf welchem sich beliebige Programme befinden können. Dadurch ist es bei aktivierter Autorun-Funktion möglich, nur durch Einstecken des USB-Sticks, ohne Benutzung von Tastatur oder Maus, z. B. auf dem Rechner gespeicherte Passwörter, Favoriten oder Dokumente auf den Speicherstick zu kopieren (siehe Podslurping).

## Alternativen
- PortableApps – Quelloffene Alternative, die keine spezielle Hardware benötigt.
- Auf einem regulären USB-Stick installierte Portable Software, d. h. Programme, die ohne lokale Installation lauffähig sind.
- Programme, die eine Installation emulieren, wodurch beliebige Programme von einem USB-Stick laufen.
- Das kommerzielle Programmpaket Carry It Easy bietet u. a. Ordnersynchronisation und Partitionsverschlüsselung an.
- Die kommerzielle Software Ceedo ermöglicht es, Programme in der eigenen Windows-Umgebung ohne Administratorrechte (z. B. im Internetcafé) zu starten.
- Die kostenlose Software MojoPac ermöglicht es, beliebige Software auf USB-Wechseldatenträgern zu installieren und in einer eigenständigen simulierten Windows-Umgebung zu starten.
- QEMU-Puppy, ein Mini-Linux-Betriebssystem, welches sich unter Windows als Programm starten lässt, das dann in einer eigenen Puppy-Linux-Umgebung alle Einstellungen und Programme bereitstellt.
- USB Starter von odium ist ein kleines Tool, mit welchen man sich ähnlich wie U3 ein laufwerksunabhängiges USB-Startmenü auf jeden beliebigen USB-Stick in Verbindung mit portablen Programmen nachbauen kann.
- SecureAccess kommt auf USB-Speicherstiften von SanDisk, kann schnell Dateien verschlüsseln und in den Tresorraum (vault) verschieben und umgekehrt, kann aber die Dateien im Tresor nur nach Namen sortiert zeigen (nicht nach Datum oder Größe), und es scheint kein Programm zu geben, mit welchem man Dateien im Tresor mit unverschlüsselten Dateien auf Festplatten abgleichen („synchronisieren“) kann, sodass diese portable Software nur für Sicherungskopien (backup) brauchbar ist, aber nicht als Arbeitsspeicher für unterwegs mit späterem Abgleich zu Hause.

## Kompatible Programme
(Auswahl – nur verfügbare und kostenlose Programme)
- Foxit Reader for U3 – PDF-Betrachter
- FreeOTFE – Verschlüsselung
- KeePass for U3 – freies Programm zur Kennwortverwaltung
- Miranda IM – Instant Messenger
- Mozilla Firefox – Webbrowser
- Mozilla Thunderbird – E-Mail-Programm, Feedreader und Newsreader
- Notepad++ – freier Texteditor
- myPodder – Podcasting-Client
- OpenOffice.org – Office-Paket
- Opera – Webbrowser inkl. E-Mail-Programm und Feedreader, seit Version 11 gibt es in der regulären Setup eine USB-Version.
- Trillian – Instant Messenger
- SIW – System Information for Windows
- Skype – VoIP-Software
- Winamp – Audioplayer
- WinSCP – grafischer SFTP- und SCP-Client auf der Basis von SSH
- Wireshark – freier Sniffer zur Netzwerkverkehrsanalyse
- XnView – Erlaubt schnelles Betrachten, Browsen und Konvertieren von Bildern
- Avast! U3 Edition – Virenschutz für U3-USB-Stick
- PolyEdit 5 – Textverarbeitung
- Atlantis 0.7 – Textverarbeitung
- Atlantis Word Processor – Textverarbeitung
- Spread 32 – Tabellenkalkulation
- PhotoFiltre – Grafikbearbeitung
- WinRAR – Packer-Programm
- Portable AbiWord – Textverarbeitung, eine Version von AbiWord, optimiert für USB-Wechselmedien
- Ahnenblatt – Computergenealogie